# 내슈빌 (드라마)
내슈빌(Nashville)은 2012년 10월 10일부터 현재까지 ABC에서 방영 중인 드라마이다.

## 출연
- 코니 브리튼 - 레이나 제임스
- 헤이든 파네티어 - 줄리엣 반
- 클레어 보웬 - 스칼릿 오코너
- 에릭 클로스 - 테디 콘래드
- 찰스 에스튼 - 디컨 클레이본
- 조너선 잭슨 - 에이버리 바클리
- 샘 팔라디오 - 군나르 스콧
- 로버트 위스덤 - 콜먼 칼라일
- 파워스 부스 - 러마 와이엇